# Juan José Castro (Uruguay)
Juan José Castro es una localidad uruguaya del departamento de Flores.

## Ubicación
La localidad se encuentra ubicada en la zona este del departamento de Flores, sobre la cuchilla de Villasboas, 3 km al sur de la ruta 14, y sobre la antigua línea de ferrocarril que unía Durazno con Trinidad.

## Historia
La localidad surgió en torno a la antigua estación de ferrocarril. En sus comienzos se llamaba «La Lata» o «Paraje Ramos» en honor a Manuel Ramos, pulpero del lugar, quién donó el terreno para la estación. Por resolución del Poder Ejecutivo del 20 de enero de 1916, la estación Ramos recibió el nombre de Juan José Castro (1854-1900), en honor al ingeniero civil uruguayo, quién realizó el estudio para la construcción de un ferrocarril interoceánico que uniría Valparaíso en Chile con Recife en Brasil, atravesando Uruguay.

## Población
Según el censo del año 2011, la localidad cuenta con una población de 97 habitantes.
| 63            | 97 |
| (Fuente: INE) |    |